# 파르야브주
파리아브 주(Fāryāb Velāyat, 파슈토어: د فارياب ولايت, 다리어: ولایت فاریاب)는 아프가니스탄 북부의 주이다. 주를 아시아 고속도로 76호선(카불 - 헤라트간)이 달린다. 면적 20,292.79 km2, 인구 970,300명(2004년). 주도는 마이마나(Maimana=Meymaneh).

## 하위 행정구역
- 가르지완 구
- 다울라타바드 구
- 마이마나 구
- 불치라그 구
- 시린타가브 구
- 안드후이 구
- 알마르 구
- 카람쿨 구
- 카르간 구
- 쿠히스탄 구
- 카이사르 구
- 파슈툰쿠트 구
- 하니차르바그 구
- 흐와자사브즈푸슈왈리 구

## 같이 보기
- 아프가니스탄의 주